# بی‌اوغلی
بی‌اوغلی (به ترکی استانبولی: Beyoğlu) شهری است در کشور ترکیه که در استان قهرمان مرعش واقع شده‌است. جمعیت این شهر بر اساس سرشماری سال ۲۰۰۸ میلادی ۸٬۳۸۸ نفر و بر اساس برآوردهای سال ۲۰۰۹ میلادی ۸٬۷۴۱ نفر می‌باشد.